# Messier 5
Messier 5 este un obiect ceresc care face parte din Catalogul Messier, întocmit de astronomul francez Charles Messier.